# Miombomees
De miombomees (Melaniparus griseiventris; synoniem: Parus griseiventris) is een zangvogel uit de familie Paridae (mezen).

## Verspreiding en leefgebied
Deze soort komt voor van Angola tot westelijk Tanzania, Malawi en Zimbabwe. 

## Status
De grootte van de populatie is niet gekwantificeerd maar de soort wordt omschreven als algemeen. Op de Rode lijst van de IUCN heeft deze soort de status niet bedreigd.